# 동백정
동백정(冬柏亭)은 대한민국 전라남도 장흥군 장동면 흥성에 있는 0의 동백정이다. 1988년 12월 21일 전라남도의 문화재자료 제169호로 지정되었다.

## 개요
장동면 장항마을 옆으로 흐르는 강가의 동산에 자리잡고 있는 정자이다.
조선 숙종 41년(1715)경부터 마을 사람들이 참석한 대동계의 집회소로 이용하던 마을 정자이다.
처음 지은 것은 세조 4년(1458) 동촌 김린(1392∼1474)이 관직에서 은퇴한 뒤, 은거하기 위해 지은 가정사(假亭舍)로부터 시작된다.
가정사는 선조 17년(1584) 후손인 김성장이 고쳐 지었고 김린이 심어 놓았던 동백나무가 울창하여 정자의 이름을 ‘동백정’이라 고쳤다. 지금 있는 건물은 1985년 후손들이 다시 고쳐 지은 것이다.
앞면 3칸·옆면 2칸 규모였는데, 1985년 다시 고쳐 지을 때 옆면에 1칸을 더 내어 현재는 앞면이 4칸인 형태가 되었다. 지붕은 옆면에서 볼 때 여덟 팔(八)자 모양인 팔작지붕으로 꾸몄다. 구성은 왼쪽부터 앞면에 누마루 1칸, 뒷면에 방 1칸, 가운데칸은 앞뒤로 툇마루를 두고 중앙에 방 1칸, 그리고 끝으로는 계속 마루를 설치하여 정자 치고는 다소 복잡한 구조이다.
해마다 정월 보름이면 인근 주민들이 모여 강에서 별신제를 지내오고 있다.

## 참고 문헌
- 동백정 - 국가유산청 국가유산포털